# Patrick Adami
Patrick Adami (Locarno, 30 luglio 1976) è un ex hockeista su ghiaccio svizzero che giocò, nella stagione 1995-1996, nella Lega Nazionale A con l'HC Lugano.

## Carriera
Il 28 luglio 1995 viene presentato come nuovo giocatore dell'HC Lugano. 

## Statistiche
Statistiche aggiornate.

### Club
| Stagione  | Squadra | Stagione regolare | Stagione regolare | Stagione regolare | Stagione regolare | Stagione regolare | Stagione regolare | Playoff | Playoff | Playoff | Playoff | Playoff |
| Stagione  | Squadra | Lega              | P                 | G                 | A                 | Pt                | PIM               | P       | G       | A       | Pt      | PIM     |
| --------- | ------- | ----------------- | ----------------- | ----------------- | ----------------- | ----------------- | ----------------- | ------- | ------- | ------- | ------- | ------- |
| 1995-1996 | Lugano  | NLA               | 17                | 0                 | 0                 | 0                 | 0                 | 4       | 0       | 0       | 0       | 0       |
| 1996-1997 | Ajoie   | NLB               | 33                | 4                 | 2                 | 6                 | 37                | 9       | 1       | 3       | 4       | 4       |
| 1997-1998 | Luzern  | NLB               | 39                | 3                 | 2                 | 5                 | 18                | 4       | 0       | 2       | 2       | 0       |